# Ateliergebäude (Darmstadt)
Das Ateliergebäude ist ein Bauwerk in Darmstadt, das aus baukünstlerischen und stadtgeschichtlichen Gründen als Kulturdenkmal eingestuft wurde. Heute gehört das Gebäude zum Fachbereich Gestaltung der Hochschule Darmstadt.

## Geschichte und Beschreibung
Der Architekt Albin Müller entwarf für die 3. Jugendstilausstellung im Jahre 1914 einen Miethauskomplex für den Osthang der Mathildenhöhe.
Das fünfgeschossige Atelierhaus mit Ateliergarten schloss sich an den Miethauskomplex an.
Das Atelierhaus bot den Koloniemitgliedern großzügige Räumlichkeiten und ermöglichte weitere Berufungen.
Auf der Südseite, dem Gebäude vorgelagert, befand sich ein mit einer Pergola abgegrenzter Ateliergarten.
Bei einem Luftangriff im Jahre 1944 wurde der Gebäudekomplex weitgehend zerstört.
Einzig das Ateliergebäude blieb erhalten und wurde saniert.
Das Ateliergebäude besitzt eine aus braun glasierten Klinkern gebänderte Südfassade.
Die Nordfassade besitzt hohe Atelierfenster.
Erhalten blieb auch der Ateliergarten mit umlaufendem Klinkerweg.
Im Nordteil des Ateliergebäudes liegen auf drei Etagen hohe Ateliers.
Auf dem Niveau eines jeden Ateliergeschosses sind auf der Südseite je zwei niedrigere Geschosse vorgelagert.
In diesen Geschossen befanden sich Vorräume, Nebenräume, Pack- und Schreibräume, die auch als Wohnräume genutzt werden konnten.